# Sveti Petar Mrežnički
Sveti Petar Mrežnički is een plaats in de gemeente Duga Resa in de Kroatische provincie Karlovac. De plaats telt 170 inwoners (2001).